# Parasemia alpicola
Parasemia alpicola là một loài bướm đêm thuộc phân họ Arctiinae, họ Erebidae.